# نجوى العليمي
نجوى العليمي صحفية أفغانية وناشطة في مجال حقوق الإنسان. فازت بجائزة Per Anger لعام 2019 لجهودها في دعم حقوق الإنسان وحرية التعبير. ولدت العليمي في فايز آباد بدخشان. انتقلت إلى كابول لدراسة الكيمياء والصحافة. تعمل العليمي في Zan TV وتدير مقهى للكتب مع الأصدقاء.

## روابط خارجية
"Najwa Alimi talks about being a female"Najwa Alimi talks about being a female journalist in Afghanistan". Al Jazeera English (بالإنجليزية). 17 Nov 2019. Archived from the original on 2023-05-26. Retrieved 2021-08-28.